# 마스카리타 도라다

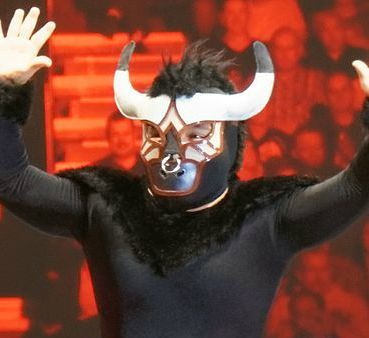
엘 토리토

마스카리타 도라다(Mascarita Dorada 1982년 2월 19일 ~ )는 링네임 엘 토리토(El Torito)라고 부르는 멕시코의 프로레슬링선수다. 키는 134cm 몸무게는 50kg으로 피니쉬는 세틀라이스 옥토퍼스 클러치(튈트 어 휠 헤드시저스 인투 암브레이커), 불튼(스프링보드 센턴)로 사용을 한다. 2013년 9월 30일 WWE Raw에서 에디 콜론, 올랜도 콜론 같이 나와서 소 복장을 하면서 팀 로스 마타도레스라는 등장을 했다. 혼스워글과 대립을 하다가 방출된 상태이다.